# Serenus von Sirmium

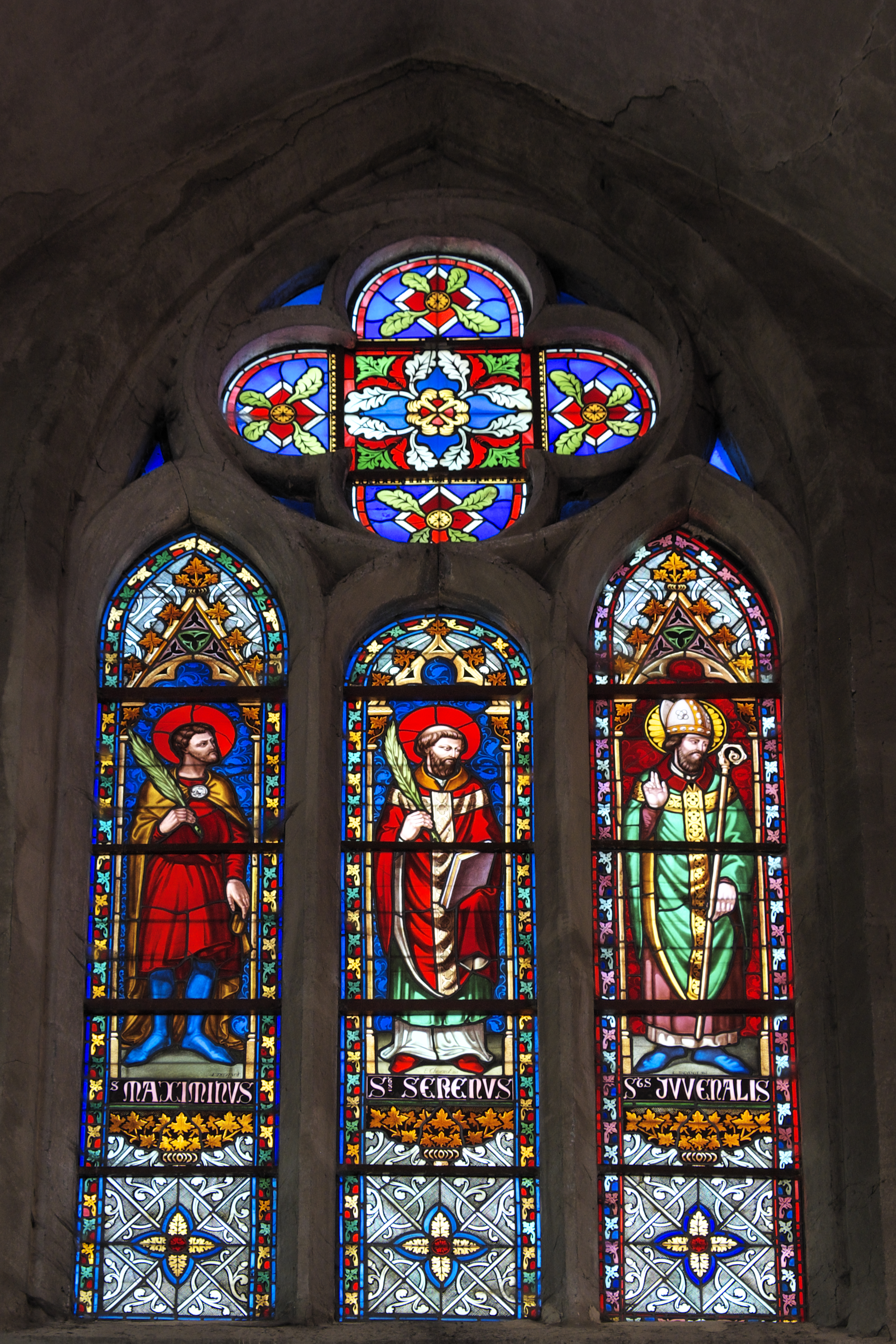
Darstellung des heiligen Serenus (Mitte) auf einem Bleiglasfenster in der Kirche Saint-Cerneuf in Billom

Serenus von Sirmium († um 302 oder 307 in Sirmium, heute Sremska Mitrovica in Serbien), auch der Gärtner genannt, wird in der römisch-katholischen Kirche als Heiliger verehrt. Er erlitt unter dem römischen Kaiser Maximian, Mitkaiser unter Diokletian, in Sirmium, einer Stadt in der römischen Provinz Pannonien, den Märtyrertod. Serenus ist der Schutzpatron der Gärtner. Sein Feiertag ist der 23. Februar.

## Namen
Weitere Namen für Serenus sind Sirenatus, Sirenus, Synerus, Sinerius, Senerus, im Französischen Sérène, Cerneuf, im Spanischen Sireno, Sinerio.

## Legende
Nach der Legende war Serenus ein griechischer Christ, der nach Sirmium ausgewandert war. Dort hatte er sich einen Garten gekauft, um ihn zu bebauen und Gott zu dienen. Eines Tages wurde er von der Frau eines Offiziers verleumdet, die ihn beschuldigte, ihr Gewalt angetan zu haben. Ihr Ehemann, der in der Leibwache des Kaisers Maximian diente, wandte sich an den Kaiser und klagte Serenus an. Maximian wies den Statthalter der Provinz an, Serenus vorzuladen, der allerdings glaubhaft seine Unschuld beteuerte. Das untadelige Verhalten des Beklagten brachte jedoch den Statthalter auf den Gedanken, er könne ein Christ sein. Als Serenus die Frage nach seinem Glauben wahrheitsgetreu beantwortete, verurteilte ihn der Statthalter zum Tode und ließ ihn enthaupten.

## Reliquien
Bis zur Französischen Revolution wurden die Reliquien des Heiligen in der Kirche Saint-Cerneuf in Billom im Département Puy-de-Dôme in der französischen Region Auvergne-Rhône-Alpes aufbewahrt. Wie die Reliquien nach Billom gekommen sind, ist nicht geklärt, vielleicht durch einen Bischof namens Juvénal oder den heiligen Hilarius von Poitiers.

## Darstellung
Der heilige Serenus von Sirmium wird mit einem Spaten und einer Märtyrerpalme dargestellt.

## Patrozinien
Dem heiligen Serenus von Sirmium ist die Kirche Saint-Cerneuf in Billom geweiht.